# Фаррелл, Николас
Ни́колас Фа́ррелл (англ. Nicholas Farrell), настоящее имя Николас Фрост (англ. Nicholas Frost); род. 1955, Брентвуд, Эссекс) — английский актёр.

## Биография
Николас Фрост родился в 1955 году. Он широко задействован в театре, кино и телепостановках. Его карьера началась с роли Обри Монтегю в фильме «Огненные колесницы» (1981). В 1983 он получил главную мужскую роль (Эдмунд Бертрам) в телеадаптации романа Джейн Остин «Мэнсфилд-парк». В следующем году Фаррелл появляется в картинах «Грейстоук: Легенда о Тарзане, повелителе обезьян» и «Драгоценность в короне».
С тех пор Николас часто встречается в постановках по Шекспиру: роль Горацио в «Гамлете» 1996 г. Кеннета Брана, «Двенадцатая ночь» (1996), «Отелло» (1995) и «Зимняя сказка» (1995). Также его голосом внимает Гамлет в телепостановке «Шекспир: Истории» (1992).
Другие появления на телевидении включали фильмы «Пуаро Агаты Кристи», «Полк Шарпа», «Охотники за чужими» и «Авария». Он также появился в эпизодах сериалов: «Лавджой», «Война Фойла», «Абсолютная власть», «Призраки», «Убийства в Мидсомере» и пр.
Театральная работа Фаррелла включает «Вишнёвый сад», «Дама с камелиями», «Венецианский купец», «Юлий Цезарь» и пр.
Женат на шотландской актрисе Стелле Гонет.

## Фильмография
| Год  |   | Русское название                                           | Оригинальное название                             | Роль                          |
| ---- | - | ---------------------------------------------------------- | ------------------------------------------------- | ----------------------------- |
| 1981 | ф | Огненные колесницы                                         | Chariots of Fire                                  | Обри Монтегю                  |
| 1983 | с | Мэнсфилд-парк                                              | Mansfield Park                                    | Эдмунд Бертрам                |
| 1984 | с | Драгоценность в короне                                     | The Jewel in the Crown                            | Эдвард «Тедди» Бингем         |
| 1984 | ф | Грейстоук: Легенда о Тарзане, повелителе обезьян           | Greystoke: The Legend of Tarzan, Lord of the Apes | сэр Хью Белчер                |
| 1991 | с | эпизод «Facing Up»                                         | Casualty                                          | Фил Байрон                    |
| 1991 | с | Лавджой                                                    | Lovejoy                                           | Дуглас Холден                 |
| 1992 | с | Шекспир: Истории                                           | Shakespeare: The Animated Tales                   | Гамлет (голос)                |
| 1992 | с | Пуаро Агаты Кристи, эпизод «The A.B.C. Murders»            | Agatha Christie's Poirot                          | Дональд Фрейзер               |
| 1993 | с | Губная помада на твоём воротничке                          | Lipstick on Your Collar                           | Major Church                  |
| 1994 | ф | Секретный агент Макгайвер: Путь к концу света              | MacGyver: Trail to Doomsday                       | Пол Моран                     |
| 1995 | ф | Отелло                                                     | Othello                                           | Монтано                       |
| 1995 | ф | Зимняя сказка                                              | A Midwinter's Tale                                | Том Ньюман, Лаэрт, Фортинбрас |
| 1996 | ф | Полк Шарпа                                                 | Sharpe's Regiment                                 | лорд Феннер                   |
| 1996 | ф | Двенадцатая ночь                                           | Twelfth Night: Or What You Will                   | Антонио                       |
| 1996 | ф | Искатели сокровищ                                          | The Treasure Seekers                              | Bastable                      |
| 1996 | ф | Гамлет                                                     | Hamlet                                            | Горацио                       |
| 1998 | ф | Легионер                                                   | Legionnaire                                       | Макинтош                      |
| 1999 | с | Убийства в Мидсомере, эпизод «Strangler's Wood»            | Midsomer Murders                                  | Джон Меррилл                  |
| 2001 | ф | Пёрл-Харбор                                                | Pearl Harbor                                      | RAF Squadron Leader           |
| 2001 | ф | Шарлотта Грей                                              | Charlotte Gray                                    | мистер Джексон                |
| 2002 | ф | Кровавое воскресенье                                       | Bloody Sunday                                     | бригадир Маклеллан            |
| 2002 | с | Присяжные                                                  | The Jury                                          | Джереми Кроуфорд              |
| 2002 | ф | Спаркхаус                                                  | Sparkhouse                                        | Пол Лоутон                    |
| 2002 | с | Призраки                                                   | Spooks                                            | Ричард Мэйнард                |
| 2003 | с | Абсолютная власть                                          | Absolute Power                                    | Саймон Веллингтон             |
| 2003 | с | Война Фойла, эпизод «The Funk Hole»                        | Foyle's War                                       | Джеймс Кольер                 |
| 2005 | с | Инспектор Джерико, эпизод «To Murder and Create»           | Jericho                                           | Чарльз Хьюитт                 |
| 2005 | с | Пуаро Агаты Кристи, эпизод «The Mystery of the Blue Train» | Agatha Christie's Poirot                          | Major Knighton                |
| 2006 | ф | Уроки вождения                                             | Driving Lessons                                   | Роберт Маршалл                |
| 2006 | ф |                                                            | Casualty 1906                                     | председатель Сидни Холланд    |
| 2006 | ф | Удивительная лёгкость                                      | Amazing Grace                                     | Генри Торнтон                 |
| 2007 | ф | Доводы рассудка                                            | Persuasion                                        | мистер Масгроу                |
| 2008 | с |                                                            | Casualty 1907                                     | председатель Сидни Холланд    |
| 2009 | с | Дневник Анны Франк                                         | The Diary of Anne Frank                           | мистер Дюсеел                 |
| 2009 | с |                                                            | Casualty 1909                                     | председатель Сидни Холланд    |
| 2009 | с | Охотники за чужими                                         | Torchwood                                         | премьер-министр Брайан Грин   |
| 2009 | с | Авария                                                     | Collision                                         | Гай Пирсон                    |
| 2010 | ф | Опочтарение                                                | Terry Pratchett's Going Postal                    | мистер Помп                   |
| 2010 | с | Букет колючей проволоки                                    | Bouquet of Barbed Wire                            | Джайлз Харкорт                |
| 2011 | с | Новые уловки, эпизод «Old Fossils»                         | New Tricks                                        | Джеймс Уинслоу                |
| 2011 | ф | Железная леди                                              | The Iron Lady                                     | Эйри Нив                      |
| 2011 | ф | Поздние цветы                                              | Late Bloomers                                     | Фрэнсис                       |
| 2014 | ф | Принцесса Монако                                           | Grace of Monaco                                   | Жан-Чарльз Рэй                |
| 2015 | ф | Мордекай                                                   | Mortdecai                                         | аукционист                    |
| 2015 | ф | Легенда                                                    | Legend                                            | доктор Хамфрис                |
| 2016 | ф | Альтамира                                                  | Altamira                                          | Виланова                      |
| 2018 | ф | Крылья урагана                                             | 303. Bitwa o Anglię                               | сэр Хью Даудинг               |